# یوکو میزوکی
یوکو میزوکی (انگلیسی: Yoko Mizuki; ۲۶ اوت ۱۹۱۰ – ۸ آوریل ۲۰۰۳) فیلم‌نامه‌نویس اهل ژاپن بود.